# Rationalitätsannahme
Die Rationalitätsannahme unterstellt den Akteuren in mikroökonomischen Modellen vernunftbetonte, zielgerichtete Entscheidungsfindung in dem Sinne, dass sie unter Berücksichtigung vorgegebener Restriktionen eine Zielfunktion maximieren. In der traditionellen Haushaltstheorie ist die Restriktion die Budgetrestriktion. Modernere Ansätze, die Konsum als Aktivität interpretieren, erlauben aber auch die Berücksichtigung weiterer Restriktionen, wie z. B. der Zeitrestriktion. Als Zielfunktion wird eine Nutzenfunktion der Haushalte angenommen, die die Präferenzen abbildet.
In der Theorie der Unternehmung wird in den grundlegenden Ansätzen als Restriktion die Produktionsfunktion und als Zielfunktion die Gewinnfunktion angenommen.